# Бадзано
Бадза́но (итал. Bazzano) — бывшая коммуна в Италии, расположена в области Эмилия-Романья, подчиняется административному центру Болонья. 
Население составляет 6386 человек (на 2004 г.), плотность населения составляет 469 чел./км². Коммуна занимает площадь 13,97 км². Почтовый индекс — 40053. Телефонный код — 051.
Покровителем коммуны считается святой перводиакон Стефан. Праздник ежегодно празднуется 26 декабря.

## История
1 января 2014 года вместе с другими четырьмя коммунами (Кастелло-ди-Серравалле, Монтевельо, Савиньо и Креспеллано) образовала новую коммуну ─ Вальсамоджа.